# Joaquín Gabaldón Márquez
Joaquín Gabaldón Márquez (Boconó, Trujillo, Venezuela, 10 de mayo de 1906 - Caracas, 16 de noviembre de 1984) fue un escritor y político venezolano, además de uno de los miembros del Plan de Barranquilla.

## Biografía
Escritor, abogado, historiador, político y diplomático. Hijo del general José Rafael Gabaldón y de María Teresa Márquez. Cursó sus estudios primarios y secundarios en el colegio de La Salle de Barquisimeto y en el Colegio Federal de Trujillo. Se graduó de bachiller en 1928 e ingreso en la Universidad Central de Venezuela. Participó activamente en los acontecimientos de la "Semana del Estudiante" de febrero de 1928 en contra de la dictadura del General Juan Vicente Gómez y fue encarcelado en el Castillo de Las Tres Torres de Barquisimeto. 
Acompañó a su padre en el alzamiento antigomecista que éste dirigió desde su hacienda de Santo Cristo (estado Portuguesa, entre abril y mayo de 1929). Fue capturado y enviado nuevamente al Castillo De las Tres Torres  (1929-1931) y confinado luego en la hacienda de Santo Cristo (1931-1935). Se casó con Dulcemaria Anzola Carrillo con quien tuvo dos hijos: José Rafael Gabaldón Anzola y María Eleonora Gabaldón Anzola. Obtuvo el Doctorado en Ciencias Políticas en la Universidad Central de Venezuela en 1936. A la muerte de Gómez, es nombrado cónsul de Venezuela en Burdeos por el gobierno del General López Contreras (1936-1939) y luego fue designado secretario de Legación y encargado de negocios en Buenos Aires (1940-1941). 
Fue diputado por el estado Trujillo y secretario de la Comisión de Bienes Sujetos a Intervención (1943-1945). Fue profesor de economía política en la Facultad de Derecho de la Universidad Central de Venezuela (1943-1945; 1948-1950).
Gabaldón Márquez es uno de los primeros representantes de la poesía vanguardista en Venezuela, y figura entre los fundadores de la Escuela de Historia de la Universidad Central de Venezuela, donde se desempeñó en la cátedra de Historia Colonial de Venezuela (1955-1964), distinguiéndose por sus estudios sobre los municipios, la formación de la ciudad colonial y los problemas de los cabildos. Fue embajador especial en Costa Rica en 1958, magistrado de la Corte Suprema de Justicia entre 1958 y 1962, y decano de la Facultad de Humanidades y Educación de la Universidad Central de Venezuela entre 1962 y 1964. Fue miembro de la Academia Nacional de la Historia a la cual se incorporó en 1960 con un trabajo sobre «El enlace de las generaciones». En sus obras históricas y jurídicas, así como en sus colaboraciones para la prensa, destacó siempre la acción de los hombres y mujeres del común, la voz del pueblo.
Su hermano menor, Argimiro Gabaldón, también fue un dirigente destacado de los años 60 influenciado por la Revolución Cubana. A pesar de compartir con su hermano el pensamiento de la liberación nacional, Argimiro era partidario de la lucha armada contra el gobierno de Rómulo Betancourt y fue uno de los fundadores de las Fuerzas Armadas de Liberación Nacional.

## Obras
- Gabaldón Márquez, Joaquín. Archivos de una inquietud venezolana. Caracas: Edime, 1955
- El Bolívar de Madariaga y otros bolívares. Caracas: Editorial Paraguachoa, 1960
- La ciudad nueva, modelo de América: investigación histórico política de la gran utopía bolivariana de la Carta de Jamaica. Caracas: Separata del Boletín de la Academia Nacional de la Historia, 1979
- Concepto del derecho de propiedad. Caracas: Tipografía Vargas, 1936
- La condición jurídica del extranjero y el problema de la inmigración en Venezuela. Caracas: Tercera Conferencia Interamericana de Agricultura, 1945
- De las ordenanzas de Mérida a las de Chávez y Mendoza, éstas del Oriente de Venezuela. Caracas: Academia Nacional de la Historia, 1975
- Descubrimiento y conquista de Venezuela. Caracas: Academia Nacional de la Historia, 1962. 2 v.
- El Diablo en la Academia. Caracas: Academia Nacional de la Historia, 1961
- 12 mesenianas por Alirio Ugarte Pelayo. Caracas: Separata de la Cultura Universitaria, 1966
- Documentos políticos y actos ejecutivos y legislativos de la Revolución Federal desde el 20 de febrero de 1859 hasta el 18 de marzo de 1864. Caracas: Ediciones Conmemorativas del Primer Centenario de la Revolución Federal, 1959
- Don Gerardo Patrullo y otros desmayos. Caracas: 1952
- Don Vicente Lecuna, historiador de Bolívar. Caracas: Instituto Panamericano de Geografía e Historia, 1970
- El Municipio, raíz de la República. 2ª ed. Caracas: Academia Nacional de la Historia, 1977
- El poeta desaparecido y sus poemas. Caracas: Edime, 1954
- Elogio del Dr. Juan José Mendoza: el enlace de las generaciones. Caracas: Academia Nacional de la Historia, 1960
- Francisco Isnardy, 1750-1814. 2ª ed. Caracas: Ministerio de Educación, 1973
- Fuero indígena venezolano. Parte I. Período de la Colonia (1552 a 1783). Caracas: Universidad Católica Andrés Bello, 1977
- Gacetillas de Dios, de los hombres y de los animales. Buenos Aires: Imprenta López, 1957
- Introducción al estudio de las instituciones políticas de España durante la Colonia. Caracas: Editorial Universitaria, 1948
- Introducción a la obra Jurisprudencia del impuesto sobre la renta. Caracas: Imprenta Nacional, 1956
- La risa de Sócrates y otras risas. Buenos Aires: Imprenta López, 1962
- Memoria y cuento de la generación del 28. Caracas: Concejo Municipal del Distrito Federal,1978
- Misiones venezolanas en los archivos europeos. México: Instituto Panamericano de Geografía e Historia, 1954
- Muestrario de historiadores coloniales en Venezuela. Caracas: Ministerio de Educación, 1948
- Páginas de evasión y devaneo, 1948-1958. Buenos Aires: Imprenta López, 1959
- Poemas. Caracas: Editorial Arte, 1972
- Valores juveniles en la vida y obra de Mario Briceño Iragorry. Boconó: Ateneo de Boconó, 1959.